# Shantae: Risky's Revenge
Shantae: Risky's Revenge es un juego de plataformas desarrollado por WayForward Technologies para el servicio de distribución digital DSiWare. Fue lanzado en América del Norte el 4 de octubre de 2010 y después en Europa el 11 de febrero de 2011. Es la secuela de Shantae, lanzado originalmente en la Game Boy Color. El juego fue convertido para iOS en octubre de 2011 y una versión Director's Cut fue lanzada en Steam el 15 de julio de 2014. Es el primer videojuego de la serie en no ser exclusivo en las plataformas de Nintendo (Nintendo DSi, Wii U, Nintendo Switch).
El juego tuvo un gran éxito con los críticas, algunos de ellos diciendo que era el mejor videojuego disponible para el DSiWare.·

## Argumento
Las cosas son calmadas en Scuttle Town desde el enfrentamiento entre Shantae y la pirata Risky Boots. Durante la exposición anual de los cazadores de tesoros, Shantae y sus amigos miran al Tío Mimic revelando su último descubrimiento: una lámpara de aspecto común encerrada en piedra. Mientras que empiezan a preguntarse sobre lo que es, la pirata de mala fama, Risky Boots, destruye la exposición y roba la lámpara. Durante la rápida batalla que sigue, Shantae es noqueada y la pirata vengativa puede huir. Culpando la semi-genio de la confusión en la ciudad y de su incapacidad para hacer su trabajo, el Alcalde de Scuttle Town echa a Shantae de su trabajo de guardián de la ciudad.
Aunque ya no es más una guardián genio, Shantae decide que es su responsabilidad detener el nuevo plan de Risky Boots. Que es esta misteriosa lámpara? Que quiere hacer con esta la maléfica pirata?

## Modo de juego
Los jugadores controlan a Shantae, una Semi-Genio que debe investigar varios sectores para detener a su nemesis, Risky Boots. Su principal medio de defensa es su cabellera que puede atacar los enemigos cómo un látigo, aunque puede también adquirir algunos hechizos mágicos que le permiten atacar de afuera. Para hacer progresos en el juego, Shantae debe encontrar diferentes hechizos de transformación. Estos hechizos, activados con una danza del vientre, transforman a Shantae en varias criaturas con talentos particulares: un mono que puede escalar ciertas superficies verticales y volar de una pared a otra, un elefante que puede destruir rocas para abrir nuevas rutas y una sirena que puede nadar.

## Desarrollo
Una secuela para Shantae estaba prevista para la Game Boy Advance. Capturas de pantalla publicadas por WayForward se parecieron a una conversión con gráficos actualizados. Cómo para el juego de origen, Shantae Advance fue desarrollado por Matt Bozon en su tiempo libre.
La versión WiiWare, que se describió cómo «una experiencia en curso con la 2D en la Wii», así como el desarrollo de una versión Nintendo DS y la secuela cancelada de Game Boy Advance, fueron revelados en mayo de 2008 en la newsletter de WayForward.
El 15 de septiembre de 2009, Shantae: Risky's Revenge fue revelado como un juego descargable en el DSiWare durante el Nintendo of America's 2009 Holiday, con una fecha de lanzamiento prevista al cuarto trimestre de 2009. Los detalles sobre esta secuela en tres episodios fueron revelados en la edición de noviembre de 2009 de Nintendo Power. Posteriormente, el juego fue previsto para un lanzamiento al primer trimestre de 2010[cita requerida]. Al fin de septiembre, WayForward envió un correo electrónico a todos los miembros del Shantae Fan Club, anunciando que el juego sería oficialmente disponible en América del Norte el 4 de octubre de 2010 y en un comunicado de prensa oficial, fue revelado que Shantae: Risky's Revenge no sería lanzado en varios episodios sino que sería lanzado por entero con el precio de 1200 Nintendo Points.

## Recepción
Shantae: Risky's Revenge tuvo un gran reconocimiento de la crítica, varios de ellos dijeron que estaba el mejor juego disponible en el DSiWare, con una 
puntuación de 85/100 en Metacritic y de 86 % en Gamerankings. Los críticas alabaron el juego para sus gráficos hermosos, su excelente música y para su estilo « Old School » similar con Castlevania y Metroid, pero con nuevas ideas. Una queja frecuente se dirigió al sistema de mapa, considerado poco eficiente. IGN dijo que el juego estaba un trabajo de pasión, una secuela que no decepcionaba, y le dio una puntuación de 9/10. IGN después le adjudicó el Best Visuals Award (Premio de los mejores gráficos) y él del Best DS Game for 2010 (Mejor juego DS 2010). La versión iOS tuve también una buena recepción, pero un poco menos que la versión DSi, con una puntuación Metacritic de 75/100 según siete críticas y 83 % según Gamerankings.